# Liga 3 (Portugalia)
Liga 3 (Portugalia) este al treilea eșalon fotbalistic al Portugaliei

Participanți - 24 echipe ( 2 grupe de cate 12 echipe)
Confederație : -UEFA

Fondare : - 2021 (acum un an)

Promovare in : - Liga Portugal 2

Retrogradare in : - Campeonato de Portugal
Cele mai multe trofee : - Torreensse (1 titlu
2021-2022)